# Pensacola
Pensacola je město v okrese Escambia County ve státě Florida ve Spojených státech amerických. Leží na pobřeží Mexického zálivu, konkrétně na pobřeží zátoky Pensacola Bay. Je 58. nejlidnatějším městem na Floridě a 749. nejlidnatějším městem v USA.
K roku 2010 zde žilo 51 923 obyvatel. S celkovou rozlohou 102,7 km² byla hustota zalidnění 956,8 obyvatel na km². Severně od centra města leží University of West Florida. 

## Osobnosti
- Jacqueline Cochran (1906–1980), americká pilotka
- Katy Mixon (* 1981), americká herečka
- Roman Reigns (* 1985), americký wrestler